# Rullgardinen
Rullgardinen är en svensk TV-film från 1970 i regi av Christian Lund.

## Handling
Filmen handlar om vådan av centraldirigerad demokrati på arbetsplatsen. Herr Gren sätter upp en rullgardin på sitt arbetsrum och upptäcker hur farligt det kan vara att ha egna uppfattningar i trivselfrågor.

## Rollista
- Håkan Serner – Herr Gren
- Roland Hedlund – Turemo
- Leif Liljeroth – Svehnert
- Arne Källerud – Mittfeldt
- Gun Robertson – Högtalarrösten
- Bengt Planerot – Springgrabben
- Yvonne Lombard – Kuratorn

### Fotnoter
1. ↑  ”Rullgardinen”. IMDb.com. http://www.imdb.com/title/tt1965056/?ref_=fn_al_tt_1. Läst 10 mars 2013.

### Webbkällor
- Rullgardinen på Svensk mediedatabas
- Rullgardinen i Minnenas Television på Svensk mediedatabas